# Frigorífico do Piauí
Frigorífico do Piauí S/A (FRIPISA) foi uma sociedade de economia mista brasileira sediada no estado do Piauí.
O empreendimento foi criado em 5 de novembro de 1957, pela Lei Estadual n.º 1 626 de 1957, seguindo a política desenvolvimentista do governo federal e com o objetivo de incentivar a industrialização, melhorar o abastecimento e reverter a obsolescência do então matadouro de Teresina. O frigorífico alcançou destaque nacional no setor, uma vez que provocou a modernização de processos e estratégias de negócio,  tornando-se o principal do Nordeste e equiparando-se às empresas do segmento já consolidadas na região Sul, à época.
Tinha a sede industrial nos arredores do município de Campo Maior e a sede comercial em Teresina, na Praça Demóstenes Avelino. Foi encerrado no início da década de 1990.
Na Praça Demóstenes Avelino, o FRIPISA construiu um entreposto onde antes havia um mercado. Tal edificação passou a servir de ponto de referência e gerou uma alcunha para a praça, "Praça do Fripisa", que perdura mesmo após o fechamento da empresa.